# Jean-Marie Cañellas
Josep Maria Cañellas byl katalánský fotograf aktivní na konci devatenáctého století v Paříži. Je autorem celé řady ženských aktů.

## Galerie

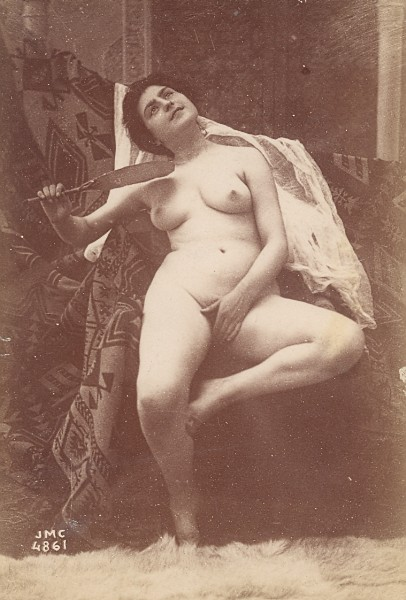
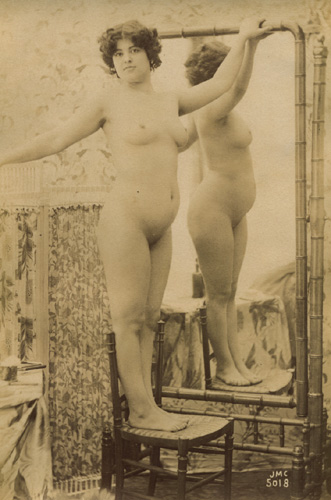
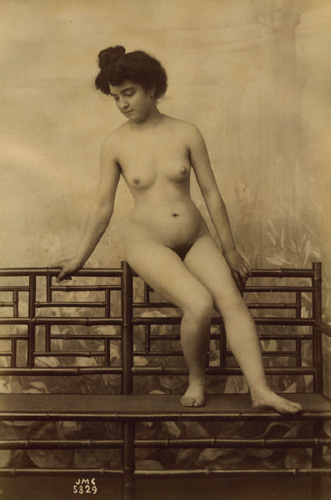
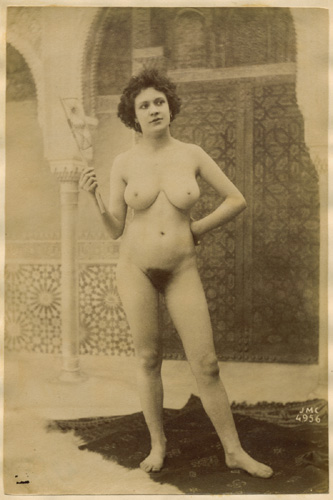
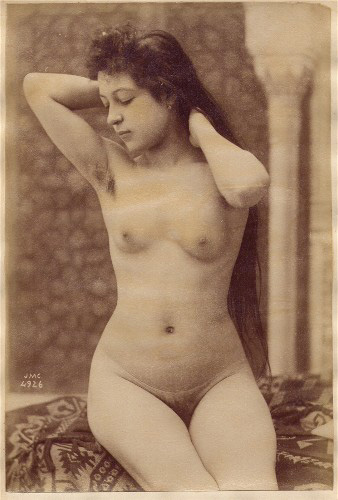
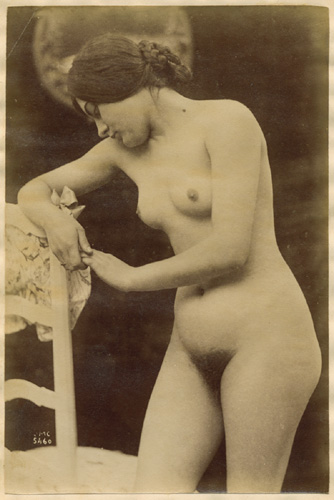